# 투팍 아마루 2세
투팍 아마루 2세(Túpac Amaru I), 본명 호세 가브리엘 콘도르칸퀴 노궤라(José Gabriel Condorcanqui Noguera, 1742년 3월 19일 - 1781년 5월 18일)는 1780년 스페인의 잉카 제국 침략과 정복에 맞서 잉카인들의 항쟁을 이끈 인물이다. 그의 봉기는 실패하고, 처형당했으나, 이후 페루 독립투쟁에 영향을 주었으며, 남아메리카 토착민들의 권리쟁취투쟁에 많은 영감을 불어넣었다. 볼리비아에서 봉기를 일으킨 투팍 카타리는 다른 인물이다.

## 생애
투팍 아마루 2세는 페루 쿠스코에서 호세 가브리엘 콘도르칸키라는 이름으로 토착민 유력자(촌장등)의 자손으로 태어났다. 어릴때는 예수회에서 운영하는 학교에서 교육을 받았으며 아프리카계 페루인및 토착민 혈통의 미카엘라 바스티다스 푸유카후아(Micaela Bastidas Puyucahua)를 배우자로 맞았다. 그는 스페인 정부측에 협조하고 있었던 그의 형으로부터 족장에 준하는 지위를 물려받은 특권계층이었으나, 광산및 면화노동자등으로 심한 착취를 당하고 있었던 토착민에 동조적이었다. 그는 무장봉기를 기획하면서 잉카의 마지막 황제인 투팍 아마루의 후손임을 자처하고, 잉카 황제의 복장으로 나타나 토착민 착취로 원성이 높았던 총독 안토니오 데 아리아가를 처형하였다. 투팍의 군대는 금세 퍼져나갔으나, 전열을 재정비한 스페인 진압군에게 산가라라 전투에서 패배, 군세는 와해되고 그는 사로잡혔다. 그는 고문당한 뒤, 반란에 대한 본보기로 사지를 말에 묶어 말을 뛰게 하는 거열형에 처해지나, 이 처형이 실패하자, 다시 쿠스코의 광장에서 군중이 보는 앞에서 교수척장분지형에 처해졌다. 부인은 한을 먹고 혀를 깨물어 피로 카를로스 3세 내각의 정치가들을 저주했다 잡혀 눈코입이 뽑혀 14일간 조롱을 당하다 거혈형되었다.

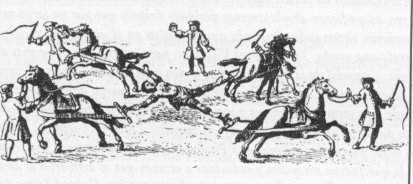
투팍 아마루 2세의 거열 집행을 묘사한 그림

## 영향
1968년 이후 등장한 페루 육군의 좌파혁명정부는 투팍 아마루 2세를 페루 혁명의 상징적인 존재로 삼았으며, 1980년대 중반까지 페루의 지폐모델이기도 하였다. 또한 페루의 레닌 마르크시즘 반군단체인 투팍아마루 혁명운동(Movimiento Revolucionario Túpac Amaru 약칭 MRTA)의 명칭도 투팍 아마루 2세에서 따왔다. 이 단체의 일원은 1996년 페루의 일본대사관에 침입하여 126일간을 점거하다, 후지모리 당시 페루 대통령이 직접 나선 페루 육군의 진압으로 전원사살당한 것으로 알려져 있다.